# Geelkraagparadijsvogel
De geelkraagparadijsvogel (Diphyllodes magnificus, synoniem Cicinnurus magnificus) is een middelgrote zangvogel uit de familie Paradisaeidae (paradijsvogels). Het is een endemische vogelsoort uit Nieuw-Guinea.

## Kenmerken
De geelkraagparadijsvogel is 18 cm lang. De vogel heeft een dunne, draadvormige staart die op afstand lastig te zien is, daarom lijkt de vogel erg gedrongen en staartloos. Het mannetje heeft goudkleurige veren op de rug en iriserende, donkergroene veren op de borst. Het vrouwtje is onopvallend grijsbruin op de rug, wat lichter op de borst en buik met een vage bandering.

## Voorkomen en leefgebied
De vogel komt voor op Nieuw-Guinea en de omliggende eilanden Salawati en Japen (mogelijk ook op Misool). Het leefgebied bestaat uit bossen, bosranden en secundair bos in heuvelland tot op een hoogte van 1450 m boven de zeespiegel.
De soort telt drie ondersoorten:
- D. m. magnificus: noordwestelijk Nieuw-Guinea en Salawati.
- D. m. chrysopterus: westelijk en centraal Nieuw-Guinea en Japen.
- D. m. hunsteini: oostelijk en zuidoostelijk Nieuw-Guinea.

## Status
De vogel komt voor binnen een groot gebied; het is geen bedreigde vogelsoort, maar valt wel onder de bescherming van de overeenkomst inzake de internationale handel in bedreigde soorten wilde dieren en planten waardoor handel in deze vogel (en alle andere soorten paradijsvogels) wordt verboden.

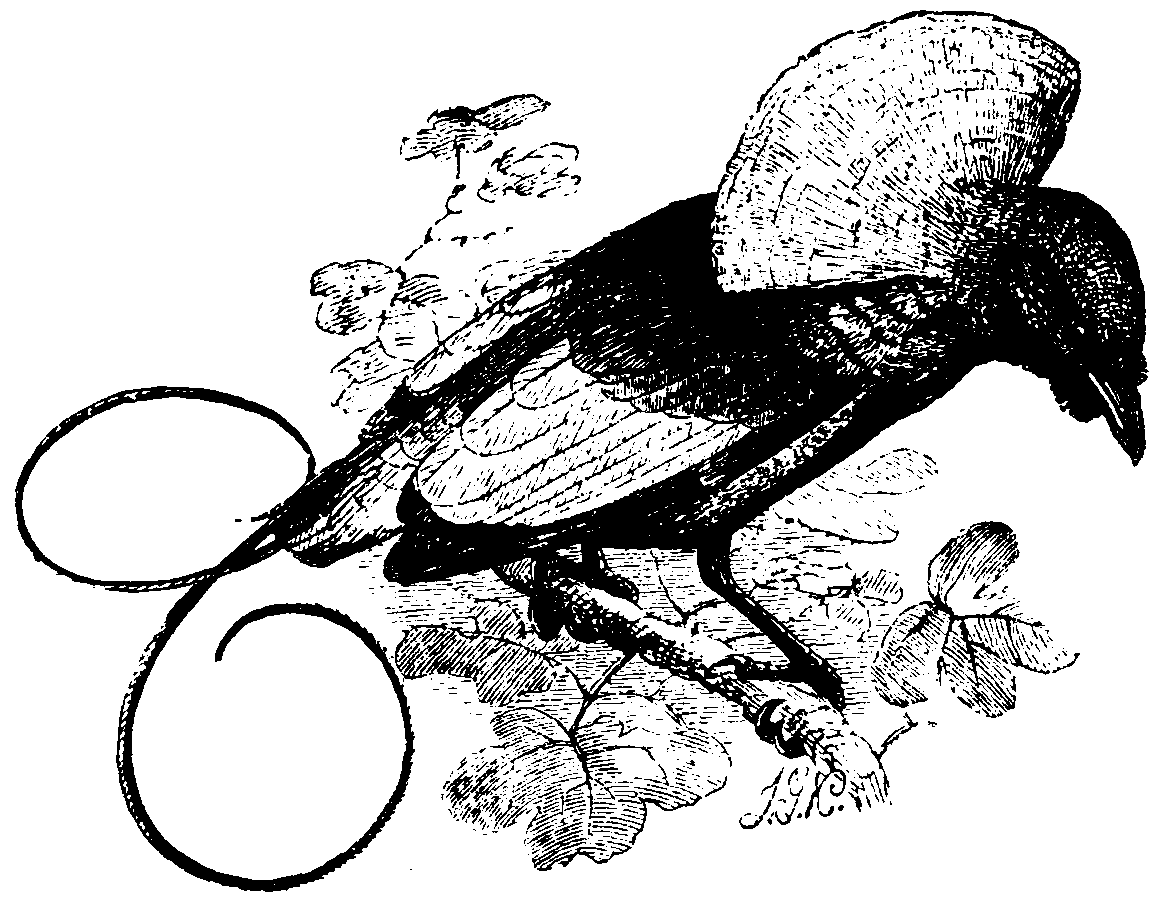
Afbeelding van de geelkraagparadijsvogel uit de "The Malay Archipelago" van Alfred Russel Wallace
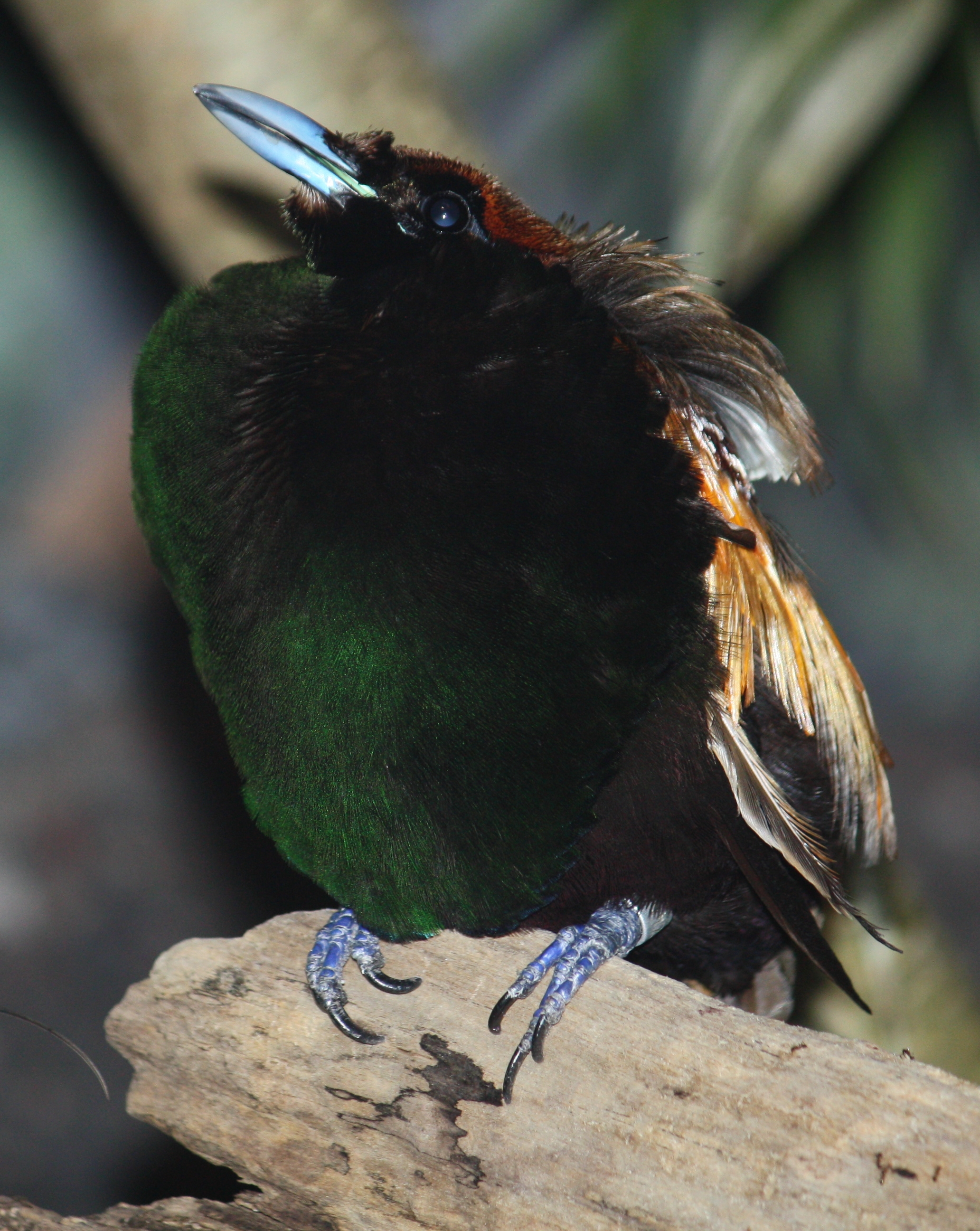
Mannetje van voren gezien